# NGC 5378
NGC 5378 este o liner situată în constelația Câinii de Vânătoare. A fost descoperită în 11 martie 1831 de către John Herschel. Se află la o distanță de 48,19 de megaparseci de Pământ.